# Raif Dizdarević
Raif Dizdarević (Fojnica, 9 dicembre 1926) è un politico bosniaco.
Di ascendenza bosgnacca, durante la seconda guerra mondiale Dizdarević partecipò alla resistenza armata nei partigiani jugoslavi, assieme ai suoi sei fratelli.

## Biografia

### Carriera diplomatica e politica
Dopo la guerra, come membro del Partito Comunista di Jugoslavia e alleato di Josip Broz Tito, Dizdarević fu elevato ad alte funzioni politiche. Dal 1945 è stato membro del Dipartimento di Sicurezza dello Stato. In seguito ha lavorato come diplomatico, servendo nelle ambasciate jugoslave in Bulgaria (1951–1954), Unione Sovietica (1956–1959), e Cecoslovacchia (1963–1967).
Nel 1972 è assistente segretario di stato agli affari esteri, mentre Miloš Minić ne è ministro. Dal 1978 al 1982 è presidente della Presidenza collettiva della Bosnia ed Erzegovina socialista. Nel 1982-83 è presidente dell'Assemblea Federale jugoslava. Nei quattro anni successivi, tra 1984 e 1988, serve come ministro degli esteri jugoslavo. Nel 1998-89, a seguito delle dimissioni di Hamdija Pozderac, ne prende il posto come presidente della Presidenza collettiva della Jugoslavia socialista. Durante il suo mandato da capo dello stato, la Jugoslavia aveva un debito estero di oltre 21 miliardi di dollari, e un tasso d'inflazione annuo del 217% Nel marzo 1989 Dizdarević deve cancellare una visita ufficiale in Brasile, Uruguay e Senegal a causa delle tensioni nella provincia serba del Kosovo.

### Ultimi anni
Dizdarević, che aveva cercato di mantenere la federazione jugoslava unita, perde ogni influenza politica con l'inizio delle guerre jugoslave. In seguito ha vissuto a Sarajevo e ha pubblicato le sue memorie. Suo figlio Predrag vive negli Stati Uniti, mentre la figlia Jasminka vive a Belgrado, in Serbia.

## Pubblicazioni
Raif Dizdarević ha pubblicato due libri di memorie su eventi e personaggi:
- (SR) Raif Dizdarević, Aziz Hadžihasanović e Stefano Bianchini, Od smrti Tita fare smrti Jugoslavije: svjedočenja ("Dalla morte di Tito alla morte della Jugoslavia: testimonianze"), Sarajevo, Rabic, 2006, ISBN 978-9958-10275-2.
- (SR) Raif Dizdarević, Vrijeme koje se pamti: doga·daji i ličnosti ("Tempi da ricordare: eventi e personalità"), Sarajevo, Svjetlost, 2000, ISBN 9958-703-81-5.